# Toxorhina (Toxorhina) scapania
Toxorhina (Toxorhina) scapania is een tweevleugelige uit de familie steltmuggen (Limoniidae). De soort komt voor in het Neotropisch gebied.